# Anoplothyrea indiana
Anoplothyrea indiana là một loài ruồi trong họ Asilidae. Anoplothyrea indiana được Joseph & Parui miêu tả năm 1987. Loài này phân bố ở miền Ấn Độ - Mã Lai.